# Golpe de Estado na Grécia em 1967
O golpe de Estado na Grécia em 1967 ocorreu em 21 de abril de 1967, poucas semanas antes das eleições, quando um grupo de oficiais direitistas do exército liderados pelo brigadeiro-general Stylianos Pattakos e pelos coronéis George Papadopoulos e Nikolaos Makarezos tomaram o poder em um golpe de Estado. Os coronéis conseguiram tomar o poder rapidamente, usando elementos de surpresa e confusão.
Os líderes golpistas colocaram tanques em posições estratégicas em Atenas, efetivamente ganhando o controle completo da cidade. Ao mesmo tempo, um grande número de pequenas unidades móveis foram despachadas para prender líderes políticos, autoridades governamentais e cidadãos comuns suspeitos de simpatias com os esquerdistas, conforme listas preparadas com antecedência. Entre os primeiros a serem presos foi o tenente-general Grigorios Spandidakis, comandante-em-chefe do Exército Helénico. Os coronéis persuadiriam Spandidakis a se juntar a eles, tendo ativado um plano de ação previamente elaborado para efetuar o golpe de Estado. Sob o comando do tenente-coronel paraquedista Kostas Aslanides, o LOK assumiu o Ministério da Defesa grego enquanto Pattakos obteve o controle dos centros de comunicação, do parlamento, do Palácio Real, e — de acordo com as listas detalhadas — prendeu mais de 10.000 pessoas.
Pelas primeiras horas da manhã, toda a Grécia estava nas mãos dos coronéis. Todos os líderes políticos, incluindo o primeiro-ministro em exercício Panagiotis Kanellopoulos, tinham sido presos e foram mantidos incomunicáveis pelos conspiradores. Às 6:00 EET, Papadopoulos anunciou que onze artigos da Constituição grega foram suspensos. Uma das consequências destas suspensões era que qualquer um poderia ser preso sem mandado, a qualquer momento e conduzidos a um tribunal militar para ser julgado.
O golpe deu origem ao chamado Regime dos Coronéis.